# Milorad Arsenijević
Milorad Arsenijević (ur. 6 czerwca 1906 w Smederevie, zm. 18 marca 1987 w Belgradzie) – jugosłowiański piłkarz i trener, reprezentant kraju, grający na pozycji pomocnika.

## Kariera klubowa
Arsenijević urodził się w Smederevie, a swoją przygodę z piłką rozpoczął w zespołach juniorskich Mačva Šabac. Do pierwszego zespoły Mačvy został włączony w 1921 i przez 4 kolejne sezony zapracował sobie na transfer do OFK Beograd.
W drużynie OFK występował przez kolejne 13 lat, czterokrotnie świętując Mistrzostwo Jugosławii w sezonach 1930/31, 1932/33, 1934/35 i 1935/36. Dodatkowo zdobył także Puchar Jugosławii w sezonie 1933/34. Karierę piłkarską zakończył w zespole OFK w 1938.

## Kariera reprezentacyjna
Arsenijević po raz pierwszy w reprezentacji Jugosławii wystąpił 10 kwietnia 1927 w przegranym 0:3 spotkaniu z Węgrami. Uczestnik Igrzysk Olimpijskich 1928, na których zagrał w spotkaniu z Portugalią.
W 1930 został powołany przez trenera Boško Simonovicia na Mistrzostwa Świata w Urugwaju. Jego reprezentacja zajęła na turnieju 4. miejsce, a on sam zagrał w trzech spotkaniach z Brazylią, Boliwią i późniejszym mistrzem świata Urugwajem.
Po raz ostatni w reprezentacji zagrał 13 grudnia 1936 w przegranym 0:1 spotkaniu z Francją. Łącznie w latach 1927–1936 wystąpił w 52 spotkaniach kadry Jugosławii.
| Mecze i gole w reprezentacji | Mecze i gole w reprezentacji | Mecze i gole w reprezentacji | Mecze i gole w reprezentacji | Mecze i gole w reprezentacji | Mecze i gole w reprezentacji | Mecze i gole w reprezentacji |
| #                            | Data                         | Miasto                       | Przeciwnik                   | Gol                          | Wynik                        | Rozgrywki                    |
| ---------------------------- | ---------------------------- | ---------------------------- | ---------------------------- | ---------------------------- | ---------------------------- | ---------------------------- |
| 1.                           | 10.04.1927                   | Budapeszt                    | Węgry                        |                              | 0:3                          | towarzyski                   |
| 2.                           | 10.05.1927                   | Bukareszt                    | Rumunia                      |                              | 3:0                          | Puchar Króla Aleksandra I    |
| 3.                           | 15.05.1927                   | Sofia                        | Bułgaria                     |                              | 2:0                          | towarzyski                   |
| 4.                           | 31.07.1927                   | Belgrad                      | Czechosłowacja               |                              | 1:1                          | towarzyski                   |
| 5.                           | 28.10.1927                   | Praga                        | Czechosłowacja               |                              | 3:5                          | towarzyski                   |
| 6.                           | 08.04.1928                   | Zagrzeb                      | Turcja                       |                              | 2:1                          | towarzyski                   |
| 7.                           | 06.05.1928                   | Belgrad                      | Rumunia                      |                              | 3:1                          | Puchar Króla Aleksandra I    |
| 8.                           | 29.05.1928                   | Amsterdam                    | Portugalia                   |                              | 1:2                          | IO 1928                      |
| 9.                           | 28.10.1928                   | Praga                        | Czechosłowacja               |                              | 1:7                          | towarzyski                   |
| 10.                          | 10.05.1929                   | Bukareszt                    | Rumunia                      |                              | 3:2                          | Puchar Króla Aleksandra I    |
| 11.                          | 19.05.1929                   | Colombes                     | Francja                      |                              | 3:1                          | towarzyski                   |
| 12.                          | 28.06.1929                   | Zagrzeb                      | Czechosłowacja               |                              | 3:3                          | towarzyski                   |
| 13.                          | 06.10.1929                   | Bukareszt                    | Rumunia                      |                              | 1:2                          | Balkan Cup 1929–1931         |
| 14.                          | 28.10.1929                   | Praga                        | Czechosłowacja               |                              | 3:4                          | towarzyski                   |
| 15.                          | 13.04.1930                   | Belgrad                      | Bułgaria                     |                              | 6:1                          | towarzyski                   |
| 16.                          | 04.05.1930                   | Belgrad                      | Rumunia                      |                              | 2:1                          | Puchar Króla Aleksandra I    |
| 17.                          | 14.07.1930                   | Montevideo                   | Brazylia                     |                              | 2:1                          | MŚ 1930                      |
| 18.                          | 17.07.1930                   | Montevideo                   | Boliwia                      |                              | 4:0                          | MŚ 1930                      |
| 19.                          | 27.07.1930                   | Montevideo                   | Urugwaj                      |                              | 1:6                          | MŚ 1930                      |
| 20.                          | 03.08.1930                   | Buenos Aires                 | Argentyna                    |                              | 1:3                          | towarzyski                   |
| 21.                          | 16.11.1930                   | Sofia                        | Bułgaria                     |                              | 3:0                          | Balkan Cup 1929–1931         |
| 22.                          | 19.04.1931                   | Belgrad                      | Bułgaria                     |                              | 1:0                          | Balkan Cup 1929–1931         |
| 23.                          | 21.05.1931                   | Belgrad                      | Węgry                        |                              | 3:2                          | towarzyski                   |
| 24.                          | 28.06.1931                   | Zagrzeb                      | Rumunia                      |                              | 2:4                          | Balkan Cup 1929–1931         |
| 25.                          | 25.10.1931                   | Poznań                       | Polska                       |                              | 3:6                          | towarzyski                   |
| 26.                          | 24.04.1932                   | Oviedo                       | Hiszpania                    |                              | 1:2                          | towarzyski                   |
| 27.                          | 03.05.1932                   | Lizbona                      | Portugalia                   |                              | 2:3                          | towarzyski                   |
| 28.                          | 29.05.1932                   | Belgrad                      | Francja                      |                              | 2:1                          | towarzyski                   |
| 29.                          | 05.06.1932                   | Belgrad                      | Grecja                       |                              | 7:1                          | Balkan Cup 1932              |
| 30.                          | 26.06.1932                   | Belgrad                      | Bułgaria                     |                              | 2:3                          | Balkan Cup 1932              |
| 31.                          | 03.07.1932                   | Belgrad                      | Rumunia                      |                              | 3:1                          | Balkan Cup 1932              |
| 32.                          | 09.10.1932                   | Praga                        | Czechosłowacja               |                              | 1:2                          | towarzyski                   |
| 33.                          | 30.04.1933                   | Belgrad                      | Hiszpania                    |                              | 1:1                          | towarzyski                   |
| 34.                          | 07.05.1933                   | Zurych                       | Szwajcaria                   |                              | 1:4                          | towarzyski                   |
| 35.                          | 06.08.1933                   | Zagrzeb                      | Czechosłowacja               |                              | 2:1                          | towarzyski                   |
| 36.                          | 10.09.1933                   | Warszawa                     | Polska                       |                              | 3:4                          | towarzyski                   |
| 37.                          | 24.09.1933                   | Belgrad                      | Szwajcaria                   |                              | 2:2                          | El. MŚ 1934                  |
| 38.                          | 18.03.1934                   | Sofia                        | Bułgaria                     |                              | 2:1                          | towarzyski                   |
| 39.                          | 01.04.1934                   | Belgrad                      | Bułgaria                     |                              | 2:3                          | towarzyski                   |
| 40.                          | 29.04.1934                   | Bukareszt                    | Rumunia                      |                              | 1:2                          | El. MŚ 1934                  |
| 41.                          | 03.06.1934                   | Belgrad                      | Brazylia                     |                              | 8:4                          | towarzyski                   |
| 42.                          | 26.08.1934                   | Belgrad                      | Polska                       |                              | 4:1                          | towarzyski                   |
| 43.                          | 02.09.1934                   | Praga                        | Czechosłowacja               |                              | 1:3                          | towarzyski                   |
| 44.                          | 17.01.1935                   | Sofia                        | Rumunia                      |                              | 2:0                          | Balkan Cup 1935              |
| 45.                          | 21.01.1935                   | Sofia                        | Grecja                       |                              | 6:1                          | Balkan Cup 1935              |
| 46.                          | 24.01.1935                   | Sofia                        | Bułgaria                     |                              | 3:3                          | Balkan Cup 1935              |
| 47.                          | 18.08.1935                   | Katowice                     | Polska                       |                              | 3:2                          | towarzyski                   |
| 48.                          | 06.09.1935                   | Belgrad                      | Czechosłowacja               |                              | 0:0                          | towarzyski                   |
| 49.                          | 10.05.1936                   | Bukareszt                    | Rumunia                      |                              | 2:3                          | Puchar Króla Karola II       |
| 50.                          | 12.07.1936                   | Stambuł                      | Turcja                       |                              | 3:3                          | towarzyski                   |
| 51.                          | 06.09.1936                   | Belgrad                      | Polska                       |                              | 9:3                          | towarzyski                   |
| 52.                          | 13.12.1936                   | Paryż                        | Francja                      |                              | 0:1                          | towarzyski                   |

## Kariera trenerska
Arsenijević w 1946 objął funkcję selekcjonera reprezentacji Jugosławii. Poprowadził drużynę srebrnego medalu podczas pierwszych po zakończeniu II wojny światowej Igrzysk Olimpijskich 1948 w Londynie. Zespół Arsenijevicia przegrał walkę o złoto ze Szwecją 1:3.
Następnie wprowadził zespół Jugosławii na Mistrzostwa Świata 1950 rozgrywane w Brazylii. Stał się pierwszym w historii kraju człowiekiem, który wystąpił na mistrzostwach zarówno jako piłkarz, jak i trener. Dwa lata później ponownie zdobył srebrny medal podczas Igrzysk Olimpijskich w Helsinkach. Zespół Arsenijevicia przegrał walkę o złoto z Węgrami 0:2.
Łącznie pracował jako trener Jugosławii przez 8 lat. Prowadził drużynę w 60 spotkaniach, z których 42 wygrał, 7 zakończyło się remisem, a w 11 przypadkach musiał uznać wyższość rywali.
| Mecze reprezentacji Jugosławii prowadzone przez Arsenijevicia | Mecze reprezentacji Jugosławii prowadzone przez Arsenijevicia | Mecze reprezentacji Jugosławii prowadzone przez Arsenijevicia | Mecze reprezentacji Jugosławii prowadzone przez Arsenijevicia | Mecze reprezentacji Jugosławii prowadzone przez Arsenijevicia | Mecze reprezentacji Jugosławii prowadzone przez Arsenijevicia | Mecze reprezentacji Jugosławii prowadzone przez Arsenijevicia |
| #                                                             | Data                                                          | Miasto                                                        | Przeciwnik                                                    | Gol                                                           | Wynik                                                         | Rozgrywki                                                     |
| ------------------------------------------------------------- | ------------------------------------------------------------- | ------------------------------------------------------------- | ------------------------------------------------------------- | ------------------------------------------------------------- | ------------------------------------------------------------- | ------------------------------------------------------------- |
| 1.                                                            | 09.05.1946                                                    | Praga                                                         | Czechosłowacja                                                |                                                               | 2:0                                                           | towarzyski                                                    |
| 2.                                                            | 29.09.1946                                                    | Belgrad                                                       | Czechosłowacja                                                |                                                               | 4:2                                                           | towarzyski                                                    |
| 3.                                                            | 07.10.1946                                                    | Tirana                                                        | Albania                                                       |                                                               | 3:2                                                           | Balkan Cup 1946                                               |
| 4.                                                            | 11.10.1946                                                    | Tirana                                                        | Rumunia                                                       |                                                               | 1:2                                                           | Balkan Cup 1946                                               |
| 5.                                                            | 12.10.1946                                                    | Tirana                                                        | Bułgaria                                                      |                                                               | 2:1                                                           | Balkan Cup 1946                                               |
| 6.                                                            | 11.05.1947                                                    | Praga                                                         | Czechosłowacja                                                |                                                               | 1:3                                                           | towarzyski                                                    |
| 7.                                                            | 22.06.1947                                                    | Bukareszt                                                     | Rumunia                                                       |                                                               | 3:1                                                           | Balkan Cup 1947                                               |
| 8.                                                            | 29.06.1947                                                    | Belgrad                                                       | Węgry                                                         |                                                               | 2:3                                                           | Balkan Cup 1947                                               |
| 9.                                                            | 14.09.1947                                                    | Tirana                                                        | Albania                                                       |                                                               | 4:2                                                           | Balkan Cup 1947                                               |
| 10.                                                           | 12.10.1947                                                    | Zagrzeb                                                       | Bułgaria                                                      |                                                               | 2:1                                                           | Balkan Cup 1947                                               |
| 11.                                                           | 19.10.1947                                                    | Belgrad                                                       | Polska                                                        |                                                               | 7:1                                                           | towarzyski                                                    |
| 12.                                                           | 27.06.1948                                                    | Belgrad                                                       | Albania                                                       |                                                               | 0:0                                                           | Balkan Cup 1948                                               |
| 13.                                                           | 04.07.1948                                                    | Sofia                                                         | Bułgaria                                                      |                                                               | 3:1                                                           | Balkan Cup 1948                                               |
| 14.                                                           | 31.07.1948                                                    | Londyn                                                        | Luksemburg                                                    |                                                               | 6:1                                                           | IO 1948                                                       |
| 15.                                                           | 05.08.1948                                                    | Londyn                                                        | Turcja                                                        |                                                               | 3:1                                                           | IO 1948                                                       |
| 16.                                                           | 11.08.1948                                                    | Londyn                                                        | Wielka Brytania                                               |                                                               | 3:1                                                           | IO 1948                                                       |
| 17.                                                           | 13.08.1948                                                    | Londyn                                                        | Szwecja                                                       |                                                               | 1:3                                                           | IO 1948                                                       |
| 18.                                                           | 25.08.1948                                                    | Warszawa                                                      | Polska                                                        |                                                               | 1:0                                                           | Balkan Cup 1948                                               |
| 19.                                                           | 19.06.1949                                                    | Oslo                                                          | Norwegia                                                      |                                                               | 3:1                                                           | towarzyski                                                    |
| 20.                                                           | 21.08.1949                                                    | Belgrad                                                       | Izrael                                                        |                                                               | 6:0                                                           | El. MŚ 1950                                                   |
| 21.                                                           | 18.09.1949                                                    | Tel Awiw                                                      | Izrael                                                        |                                                               | 5:2                                                           | El. MŚ 1950                                                   |
| 22.                                                           | 09.10.1949                                                    | Belgrad                                                       | Francja                                                       |                                                               | 1:1                                                           | El. MŚ 1950                                                   |
| 23.                                                           | 30.10.1949                                                    | Colombes                                                      | Francja                                                       |                                                               | 1:1                                                           | El. MŚ 1950                                                   |
| 24.                                                           | 13.11.1949                                                    | Belgrad                                                       | Austria                                                       |                                                               | 2:5                                                           | towarzyski                                                    |
| 25.                                                           | 11.12.1949                                                    | Florencja                                                     | Francja                                                       |                                                               | 3:2                                                           | El. MŚ 1950                                                   |
| 26.                                                           | 28.05.1950                                                    | Belgrad                                                       | Dania                                                         |                                                               | 5:1                                                           | towarzyski                                                    |
| 27.                                                           | 11.06.1950                                                    | Berno                                                         | Szwajcaria                                                    |                                                               | 4:0                                                           | towarzyski                                                    |
| 28.                                                           | 25.06.1950                                                    | Belo Horizonte                                                | Szwajcaria                                                    |                                                               | 3:0                                                           | MŚ 1950                                                       |
| 29.                                                           | 28.06.1950                                                    | Porto Alegre                                                  | Meksyk                                                        |                                                               | 4:1                                                           | MŚ 1950                                                       |
| 30.                                                           | 01.07.1950                                                    | Rio de Janeiro                                                | Brazylia                                                      |                                                               | 0:2                                                           | MŚ 1950                                                       |
| 31.                                                           | 03.09.1950                                                    | Sztokholm                                                     | Szwecja                                                       |                                                               | 2:1                                                           | towarzyski                                                    |
| 32.                                                           | 07.09.1950                                                    | Helsinki                                                      | Finlandia                                                     |                                                               | 2:3                                                           | towarzyski                                                    |
| 33.                                                           | 10.09.1950                                                    | Kopenhaga                                                     | Dania                                                         |                                                               | 4:1                                                           | towarzyski                                                    |
| 34.                                                           | 08.10.1950                                                    | Wiedeń                                                        | Austria                                                       |                                                               | 2:7                                                           | towarzyski                                                    |
| 35.                                                           | 05.11.1950                                                    | Belgrad                                                       | Norwegia                                                      |                                                               | 4:0                                                           | towarzyski                                                    |
| 36.                                                           | 22.11.1950                                                    | Londyn                                                        | Anglia                                                        |                                                               | 2:2                                                           | towarzyski                                                    |
| 37.                                                           | 06.02.1951                                                    | Paryż                                                         | Francja                                                       |                                                               | 2:1                                                           | towarzyski                                                    |
| 38.                                                           | 06.05.1951                                                    | Mediolan                                                      | Włochy                                                        |                                                               | 0:0                                                           | towarzyski                                                    |
| 39.                                                           | 24.06.1951                                                    | Belgrad                                                       | Szwajcaria                                                    |                                                               | 7:3                                                           | towarzyski                                                    |
| 40.                                                           | 23.08.1951                                                    | Oslo                                                          | Norwegia                                                      |                                                               | 4:2                                                           | towarzyski                                                    |
| 41.                                                           | 02.09.1951                                                    | Belgrad                                                       | Szwecja                                                       |                                                               | 2:1                                                           | towarzyski                                                    |
| 42.                                                           | 25.06.1952                                                    | Zagrzeb                                                       | Norwegia                                                      |                                                               | 4:1                                                           | towarzyski                                                    |
| 43.                                                           | 15.07.1952                                                    | Helsinki                                                      | Indie                                                         |                                                               | 10:1                                                          | IO 1952                                                       |
| 44.                                                           | 20.07.1952                                                    | Tampere                                                       | ZSRR                                                          |                                                               | 5:5                                                           | IO 1952                                                       |
| 45.                                                           | 22.07.1952                                                    | Tampere                                                       | ZSRR                                                          |                                                               | 3:1                                                           | IO 1952                                                       |
| 46.                                                           | 25.07.1952                                                    | Helsinki                                                      | Dania                                                         |                                                               | 5:3                                                           | IO 1952                                                       |
| 47.                                                           | 29.07.1952                                                    | Helsinki                                                      | RFN                                                           |                                                               | 3:1                                                           | IO 1952                                                       |
| 48.                                                           | 02.08.1952                                                    | Helsinki                                                      | Węgry                                                         |                                                               | 0:2                                                           | IO 1952                                                       |
| 49.                                                           | 21.09.1952                                                    | Belgrad                                                       | Austria                                                       |                                                               | 4:2                                                           | towarzyski                                                    |
| 50.                                                           | 02.11.1952                                                    | Belgrad                                                       | Egipt                                                         |                                                               | 5:0                                                           | towarzyski                                                    |
| 51.                                                           | 21.12.1952                                                    | Ludwigshafen am Rhein                                         | RFN                                                           |                                                               | 2:3                                                           | towarzyski                                                    |
| 52.                                                           | 16.01.1953                                                    | Kair                                                          | Egipt                                                         |                                                               | 3:1                                                           | towarzyski                                                    |
| 53.                                                           | 09.05.1953                                                    | Belgrad                                                       | Grecja                                                        |                                                               | 1:0                                                           | El. MŚ 1954                                                   |
| 54.                                                           | 14.05.1953                                                    | Bruksela                                                      | Belgia                                                        |                                                               | 3:1                                                           | towarzyski                                                    |
| 55.                                                           | 21.05.1953                                                    | Belgrad                                                       | Walia                                                         |                                                               | 5:2                                                           | towarzyski                                                    |
| 56.                                                           | 05.06.1953                                                    | Stambuł                                                       | Turcja                                                        |                                                               | 2:2                                                           | towarzyski                                                    |
| 57.                                                           | 18.10.1953                                                    | Zagrzeb                                                       | Francja                                                       |                                                               | 3:1                                                           | towarzyski                                                    |
| 58.                                                           | 08.11.1953                                                    | Skopje                                                        | Izrael                                                        |                                                               | 1:0                                                           | El. MŚ 1954                                                   |
| 59.                                                           | 21.03.1954                                                    | Ramat Gan                                                     | Izrael                                                        |                                                               | 1:0                                                           | El. MŚ 1954                                                   |
| 60.                                                           | 28.03.1954                                                    | Ateny                                                         | Grecja                                                        |                                                               | 1:0                                                           | El. MŚ 1954                                                   |

## Sukcesy

### Piłkarz
OFK Beograd
- Mistrzostwo Jugosławii (4): 1930/31, 1932/33, 1934/35, 1935/36
- Puchar Jugosławii (1): 1933/34

### Trener
Jugosławia
- Igrzyska Olimpijskie (2): 1948 (2. miejsce), 1952 (2. miejsce)